# Heredia (Alava)
Pour les articles homonymes, voir Heredia.
Heredia est une commune ou contrée de la municipalité de Barrundia dans la province d'Alava dans la Communauté autonome basque (Espagne).